# Charles Faider
Charles Faider, né le 6 septembre 1811 à Trieste et mort le 6 avril 1893 à Bruxelles, à l'âge de 81 ans, est un jurisconsulte et homme d'État belge, membre puis président à deux reprises de l'Académie royale de Belgique.

## Biographie
Il avait épousé Augustine Joséphine Mersch, née le 14 février 1809 à Saint-Vith (province de Liège) morte le 4 novembre 1858 à Bruxelles, à l'âge de 49 ans.
Il fut de 1852 à 1855, ministre de la Justice lors du gouvernement Henri de Brouckère. Il continua sa carrière dans la magistrature debout en devenant procureur général à la Cour de Cassation en 1871. Dans le journal L'indépendance belge du 25 novembre 1857, il publia le discours qu'il prononça devant la tombe d'Alphonse Joseph Delebecque, brillant magistrat belge, et auteur de livres de droit mort à 56 ans.
Il était membre de la Société des douze.
Il est l'auteur de plusieurs ouvrages juridiques :
- Coup d'œil historique sur les institutions provinciales et communales en Belgique, 1834
- De la personnification civile des associations religieuses, 1840
- Étude sur les constitutions nationales, 1842
- Études sur la Constitution belge de 1831, 1871-1885
- Histoire des institutions politiques de la Belgique, 1875

Faider a, durant quarante ans, pris une part importante dans l'établissement de la statistique du Royaume. Tandis qu'Adolphe Quételet accumulait les matériaux, le procureur général les mettait habituellement en œuvre dans les Exposés de situation pleins d'intérêt.
Habile et savant interprète des lois, Faider possédait la science et l'expérience nécessaire pour travailler à l'élaboration des lois nouvelles.
La plus célèbre d’entre elles, qui porte son nom, a été promulguée en décembre 1852. Prévoyant des poursuites judiciaires contre « quiconque se serait rendu coupable d’offenses envers la personne des souverains étrangers », elle est consécutive à la publication le 5 août précédent du pamphlet Napoléon le Petit par Victor Hugo. Présent sur le territoire belge en tant que proscrit du coup d’État du 2 décembre 1851, l’homme de lettres français est alors contraint de choisir une nouvelle terre d’exil, en l’occurence Jersey. En réponse à son expulsion de Belgique, Hugo écrira le poème À propos de la loi Faider, extrait des Châtiments.